# Từ Đức Thanh
Từ Đức Thanh (tiếng Trung giản thể: 徐德清, bính âm Hán ngữ: Xú Dé Qīng, sinh tháng 7 năm 1963, người Hán) là tướng lĩnh Quân Giải phóng Nhân dân Trung Quốc. Ông là Thượng tướng Quân Giải phóng Nhân dân Trung Quốc, Ủy viên Ủy ban Trung ương Đảng Cộng sản Trung Quốc khóa XX, hiện là Chính ủy Chiến khu Trung Bộ. Ông nguyên là Chính ủy Lục quân Chiến khu Đông Bộ; Chính ủy Tập đoàn quân 71, Lục quân Chiến khu Đông Bộ; Chính ủy Tập đoàn quân 47, Lục quân Chiến khu Tây Bộ.
Từ Đức Thanh là đảng viên Đảng Cộng sản Trung Quốc, ông có sự nghiệp tập trung chủ yếu vào công tác chính trị của lực lượng vũ trang ở nhiều đơn vị Quân Giải phóng Nhân dân Trung Quốc.

## Xuất thân và giáo dục
Từ Đức Thanh sinh tháng 7 năm 1963 tại huyện Sùng Châu, nay là thành phố cấp huyện Sùng Châu thuộc thủ phủ Thành Đô, tỉnh Tứ Xuyên, Cộng hoà Nhân dân Trung Hoa. Ông lớn lên và tốt nghiệp phổ thông ở Sùng Châu.

## Sự nghiệp

### Các giai đoạn
Từ Đức Thanh nhập ngũ Quân Giải phóng Nhân dân Trung Quốc vào Tập đoàn quân 13 của Quân khu Thành Đô, nay là Tập đoàn quân 77, Lục quân Chiến khu Tây Bộ. Ông công tác trong đơn vị bộ đội mã ngạch 77100, lần lượt là xứ trưởng, chính ủy lữ đoàn, chính ủy sư đoàn, Phó Chủ nhiệm Bộ Chính ủy của Tập đoàn quân 13. Năm 2010, ông được điều về Vân Nam, nhậm chức Chính ủy Phân khu Tây Song Bản Nạp, quân đội khu vực châu tự trị này của Vân Nam. Tháng 4 năm 2013, ông trở lại Thành Đô, là Phó Chính ủy Tập đoàn quân 13, được phong hàm Thiếu tướng vào tháng 7 năm 2014. Tháng 8 năm 2015, ông được điều chuyển làm Chính ủy Tập đoàn quân 47 của Quân khu Lan Châu, sau đó lực lượng này được đổi tên thành Tập đoàn quân 47, Lục quân Chiến khu Tây Bộ, và ông là chính ủy của đơn vị mới. Đến tháng 3 năm 2017, Tập đoàn quân 47 được tách, Từ Đức Thanh được điều sang Chiến khu Đông Bộ, nhậm chức Chính ủy Tập đoàn quân 71, Lục quân Chiến khu Đông Bộ, là một trong những đại biểu của Đảng bộ Quân Giải phóng Nhân dân Trung Quốc được bầu tham dự Đại hội Đảng Cộng sản Trung Quốc lần thứ XIX vào cuối năm 2017. Tháng 4 năm 2018, ông được thăng chức làm Chính ủy Lục quân Chiến khu Đông Bộ, được phong quân hàm Trung tướng vào tháng 6 năm 2019.

### Chiến khu
Tháng 1 năm 2021, Quân ủy Trung ương quyết định điều chuyển và bổ nhiệm Từ Đức Thanh làm Chính ủy Chiến khu Trung Bộ, phối hợp với Tư lệnh Ngô Á Nam. Ông được nhà lãnh đạo Tập Cận Bình phong quân hàm Thượng tướng vào tháng 1 năm 2022 cùng giai đoạn này. Giai đoạn đầu năm 2022, ông được bầu làm đại biểu tham gia Đại hội Đảng Cộng sản Trung Quốc lần thứ XX từ đoàn Quân Giải phóng và Vũ cảnh. Trong quá trình bầu cử tại đại hội, ông được bầu làm Ủy viên Ủy ban Trung ương Đảng Cộng sản Trung Quốc khóa XX.

## Lịch sử thụ phong quân hàm
| Quân hàm |             |             | Thượng tướng |  |  |  |  |  |  |  |  |
| Cấp bậc  | Thiếu tướng | Trung tướng | Thượng tướng |  |  |  |  |  |  |  |  |
|          |             |             |              |  |  |  |  |  |  |  |  |